# Юперліти

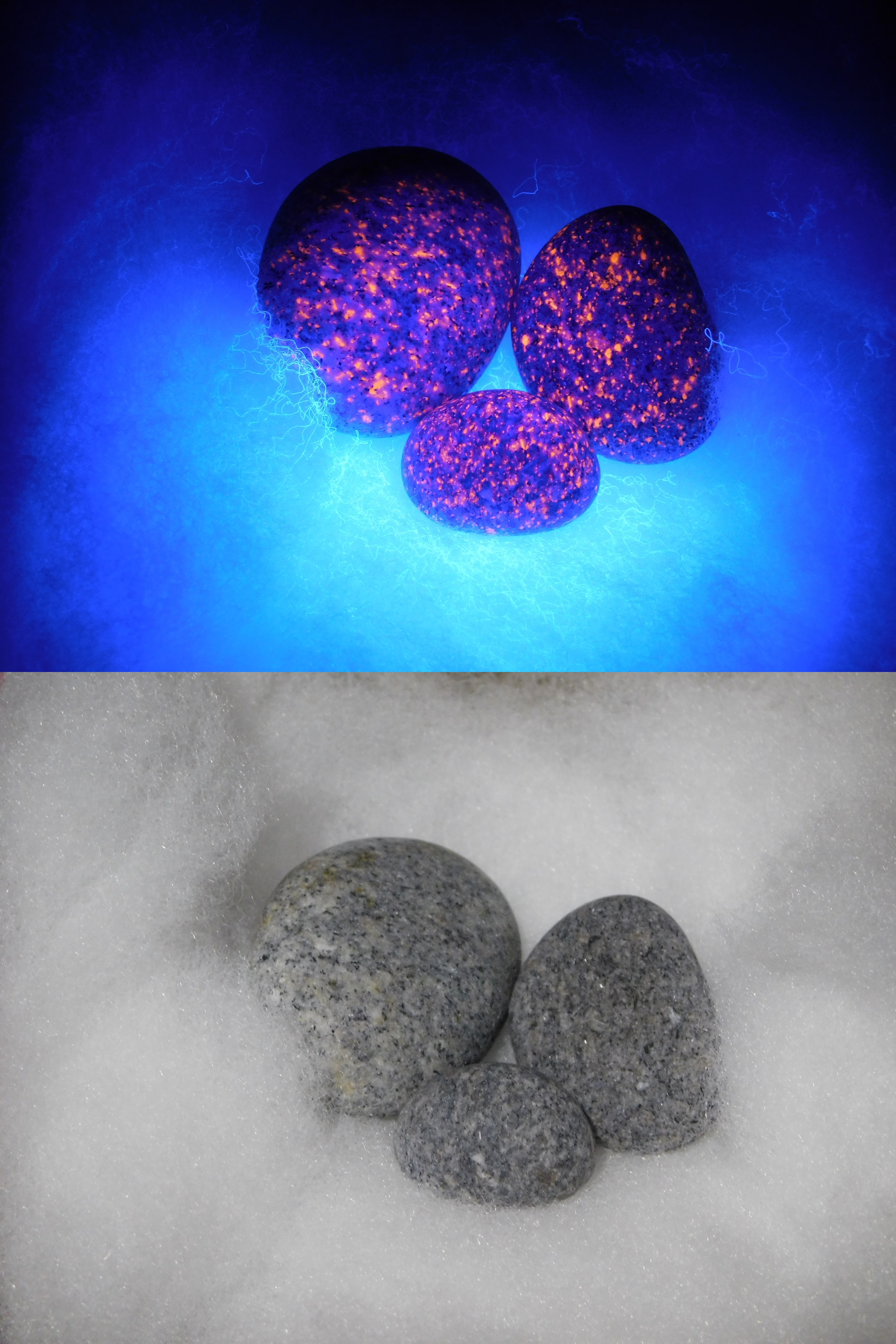
Юперліти

Юперліти (англ. Yooperlites) — каміння, що світиться під дією ультрафіолетового світла. У 2017 році дилер дорогоцінного каміння Ерік Рінтамакі вийшов на пляж поблизу Верхнього озера в штаті Мічиган з ультрафіолетовим світлом і виявив десятки каменів, які світяться.
Неозброєним оком вони схожі на звичайне сіре каміння, але під ультрафіолетовим світлом мінеральний компонент породи світиться. Ерік Рінтамакі направив породи на тестування в Мічиганський технологічний університет та університет Саскатуна.

## Опис
Породи юперліту насправді є сієнітовими породами, багатими флуоресцентним содалітом. Неозброєним оком вони схожі на сірі скелі, але під ультрафіолетовим світлом мінеральний компонент змушує породи світитися.

## Історія знаходження
У червні 2017 року Ерік Рінтамакі виїхав на пляж о 4:00 ранку, щоб випробувати свій новий ліхтарик з ультрафіолетовим світлом і знайшов 2 дуже маленьких каменя, що світилися, розміром із копійку.
Це відкриття було опубліковане в Mineral News у 2018 році. Рінтамакі не перший, хто виявив гірські породи, що світяться, але перший, хто науково підтвердив, що в штаті Мічиган є содаліт.

## Назва
Юперліти — це назва, яку придумав Рінтамакі, але насправді гірські породи — це сієнітні породи, багаті флуоресцентним содалітом.
Жителі Верхнього півострова Мічигану в розмовній формі відомі як «Yoopers», звідси і назва каміння.

## Поширення
Скелі, які світяться, можна знайти в основному на озері Верхнє між Уїгфіш-Пойнт-Гранд-Маре і на півострові Кьюїно. Юперліти були знайдені у гравійних ямах у Міннесоті, а також їх знаходили на озері Мічиган поблизу району Чикаго, а також поблизу району Пойнт Бетсі.
Вважається, що скелі були занесені з Канади льодовиками.
Більш ймовірно, що основне джерело цього матеріалу знаходиться в Канаді, а саме Лужний комплекс Колдуелла в Онтаріо, і що фрагменти цього комплексу були перевезені в їх приблизне сучасне місце розташування континентальним зледенінням, далі трохи переміщені, концентровані та дещо відполірований хвилею сучасним озером Верхнє. Дійсно, наявність незначних помаранчево-червоних натролітів (зміна нефеліну) у цих кластах твердо аргументує походження комплексу Колдуелла (Mitchell and Platt, 1982).
Флуоресцентний матеріал у цих сієнітах був візуально ідентифікований як содаліт каліфорнійським геологом та колекціонером флуоресцентних мінералів Габе Рейна. Проте содаліт раніше не знаходили в Мічигані; про це не згадується в Мінералогії Мічигану (Heinrich, 1976), Мінералогія Мічигану Е. Вм. Генріх (Robinson, 2004), або в Mineralogy of Michigan Update (Robinson and Carlson, 2013).

## Мінералогія
Мінерал, який ідентифікований як содаліт, справді демонструє сильний флуоресцентний елемент у відповідь на довгохвильове УФ-освітлення. Досліджуваний при розжарюванні та бінокулярному стереозойному мікроскопі, мінерал, як правило, дуже блідо-сірий, але спостерігаються відтінки жовтого. І він напівпрозорий, хоча це, мабуть, пов'язано із сильним розривом, оскільки маленькі нефрактуровані домени здаються прозорими. Досліджений за допомогою петрографічного мікроскопа матеріал має показник заломлення між 1.480 і 1.490 (що відповідає содаліту) і виявляється ізотропним у схрещених полярах.
Попередні аналізи SEM / EDS, проведені в Мічиганському технологічному університеті, показали лише Na, Al, Si, Cl та O у спектрі мінералу.